# Gamalost
Gamalost eller ibland gammelost är en norsk syrad mögelost med rötter från vikingatiden.
Osten är något grynig med en fyllig skarp smak och låg fetthalt. Den tillverkas av syrad skummjölk utan tillsats av löpe och mognar utifrån och inåt. Gamalost är klar att äta efter 14 dagar, men kan lagras länge utan kyla.
Osten har fått sitt namn från den gammalmodiga tillverkningsmetoden där ostmassan ympas med svampmycel (Mucor mucedo). Den har hög proteinhalt och innehåller fyra gånger mer glutamat än vanlig hårdost, något som ger gamalosten dess umamismak.
Tidigare tillverkades gamalost på många gårdar på Vestlandet och 1960 tillverkades den på tio mejerier. Sedan 2022 är TINEs mejeri i Viks kommun i Sogn og Fjordane den enda tillverkaren av gamalost. Produktionen är omkring 300 ton om året. 
Gamalost frå Vik är sedan 2006 en skyddad geografisk beteckning.